# Skiftet (schip, 1985)
De Skiftet is een veerboot van de Ålandse rederij Ålandstrafiken. Het schip is vernoemd naar het gelijknamige water dat Åland scheidt van Finland. Het onderhoudt samen met het zusterschip Gudingen een vaste veerverbinding in het zuiden van Åland ('Södra linjen') tussen Långnäs, Överö, Sottunga, Kökar en Galtby. Ook wordt op aanvraag halte gehouden op Husö en Kyrkogårdsö.

## Geschiedenis
Het schip is in 1985 gebouwd onder bouwnummer 360 op de scheepswerf Valmet Laivateollisuus in Turku.

## Technische gegevens en uitrusting
Het schip wordt aangedreven door een Wärtsilä-Vasa-dieselmotor van het type 12V 22B met een vermogen van 1606 kW. Het schip heeft een boegschroef.
De boot is een RoRo-schip met open achterdek, een omhoogklappende boegdeur en een doorlopend autodek met drie sporen, waarop maximaal 24 auto's passen. Er is plaats voor 200 passagiers. Boven het autodek bevindt zich een café.